# 송정훈 (화가)
송정훈(宋政勳, 1914년 ~ ?)은 한국의 화가이다.

## 생애
엄도만, 임군홍 등이 1936년 결성한 녹과회 출신의 서양화가였다. 중일 전쟁에 일본군 종군화가로 참전했다. 1939년 수백 점의 종군 작품으로 화신화랑에서 작품전을 열었으며, 1943년에는 정자옥화랑에서 종군유화 개인전을 열어 유화 30점을 전시했다. 〈휴식하는 병사〉 등의 친일 작품을 남겼다.
2008년 민족문제연구소가 선정한 친일인명사전 수록예정자 명단 미술 부문에 포함되었으나 보류되었다. 그의 종군 작품전은 같은 해 먼저 열린 종군화가 지성렬의 작품전과 함께 ‘친일미술사를 전시체제 미술활동으로 전환시킨 결정적 사건’이라고 평가되고 있다.
광복 후 조선미술건설본부가 결성될 때 일제강점기 동안 친일 활동의 이력이 뚜렷한 김은호, 심형구, 김인승, 김경승, 이상범, 윤효중, 배운성 등과 함께 제외되었다. 이후 1947년 이념성과 정치성을 배제한 자유로움을 추구하는 앙데팡당전을 조직하고, 신진 작가에 대한 문호개방이 그 취지라고 밝히면서 미술계의 파벌 다툼과 사상 논쟁을 비판한 바 있다. 송정훈은 붓대를 총으로, 터치를 탄환으로 삼은 사실주의 지향이 예술을 타락시켰다는 논리로 예술의 선전도구화를 반대하여 우익적 입장을 내세웠다.

## 참고자료
- 친일인명사전편찬위원회 (2004년 12월 27일). 《일제협력단체사전 - 국내 중앙편》. 서울: 민족문제연구소. 757쪽쪽. ISBN 8995330724.